# جوزيف أودو
جوزيف أودو (بالإنجليزية: Joseph Aidoo)‏ (29 سبتمبر 1995 بغانا - ) هو لاعب كرة قدم غاني في مركز الدفاع، شارك في بطولة أفريقيا تحت 20 سنة لكرة القدم 2015 وكأس العالم تحت 20 سنة لكرة القدم 2015. وشارك مع منتخب غانا تحت 20 سنة لكرة القدم. أما مع النوادي، فقد لعب مع نادي هاماربي لكرة القدم وInternational Allies F.C. ‏.

## وصلات خارجية
- جوزيف أودو على موقع الاتحاد الأوربي (الإنجليزية)
- جوزيف أودو على موقع اتحاد السويد (السويدية)
- جوزيف أودو على موقع قاعدة بيانات كرة القدم.إي يو (الإنجليزية)
- جوزيف أودو على موقع ناشيونال فوتبول تيمز (الإنجليزية)
- جوزيف أودو على موقع Soccerbase.com (لاعب) (الإنجليزية)
- جوزيف أودو على موقع Soccerway.com (الإنجليزية)
- جوزيف أودو على موقع عالم كرة القدم.نت (الإنجليزية)